# Näpfchenstein (Nuhnen)

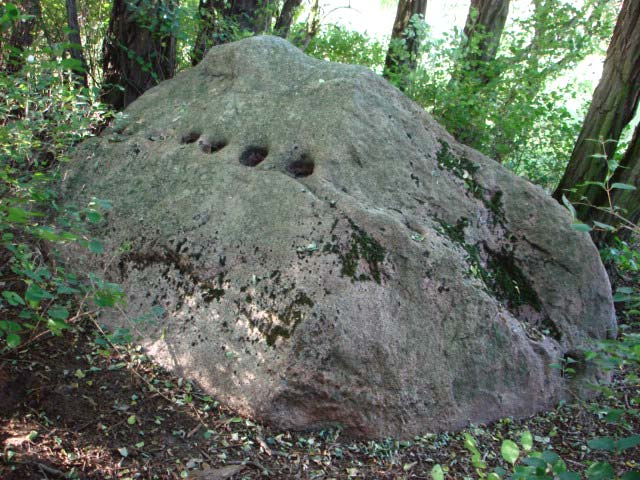
Der Näpfchenstein südwestlich von Frankfurt (Oder)

Der Näpfchenstein südwestlich von Frankfurt (Oder) ist ein mit Eintiefungen versehener Granit-Findling. Seinen kleinen runden Vertiefungen („Näpfchen“) könnten prähistorischen Ursprungs sein.
Der Stein liegt bei Nuhnen auf einer mit Bäumen bewachsenen kleinen Insel inmitten einer landwirtschaftlich genutzten Ackerfläche zwischen der Nuhnenstraße und der Bundesautobahn 12. Wie weitere Findlinge in Frankfurt (Oder) ist er als Naturdenkmal geschützt. Einer davon wird ebenfalls Näpfchenstein genannt und liegt weiter nordwestlich im Stadtwald.
Der  runde, unregelmäßig geformte Findling wurde während der letzten Eiszeit an seinen heutigen Ort verdriftet. Sein Volumen beträgt etwa 5,5 m³, seine Masse etwa 15 Tonnen.
Die Bezeichnung Näpfchenstein bezieht sich auf mehrere runde Vertiefungen von etwa 4 cm Durchmesser und etwa 8 cm Tiefe auf der Oberfläche. Über den Sinn, wie auch die Deutung der Vertiefungen liegen keine belegbaren Informationen vor. Ein Beitrag der Zeitschrift für Ethnologie von 1875 sah den Ort, wie andere Schalensteine, als prähistorischen Opferplatz. Laut der Schrift „Frankfurt (Oder) – so wie es war“ des Stadtarchivs von Frankfurt (Oder) stammen sie von Versuchen, Findlinge zu zerkleinern um sie als Baumaterial zu verwenden. Dafür seien Hartholzkeile in die Vertiefungen getrieben und mit Wasser getränkt worden. Das aufquellende Holz sollte den Stein sprengen. Fundament und Sockel der Marienkirche seien aus solchen Granitquadern errichtet worden.